# Alfaro-Wasserratte
Die Alfaro-Wasserratte oder Kurzschwanz-Wasserratte (Sigmodontomys alfari) ist eine in Mittel- und Südamerika lebende Nagetierart aus der Gruppe der Neuweltmäuse.

## Merkmale
Sie erreichen eine Kopf-Rumpf-Länge von 11,5 bis 15 Zentimetern, wozu noch ein 15 bis 19 Zentimeter langer Schwanz kommt. Ihr Fell ist an der Oberseite rötlich braun gefärbt, die Unterseite ist hellgrau, der Schwanz ist einfarbig braun oder schwarz.

## Verbreitung
Alfaro-Wasserratte ist von Honduras über Kolumbien bis Venezuela und Ecuador verbreitet, wo sie tiefer gelegene, feuchte Habitate bewohnt. Ansonsten ist über ihre Lebensweise wenig bekannt.

## Lebensweise
Diese Tiere sind ans Wasserleben angepasste Nagetiere. Sie sind aber viel weniger spezialisiert als die verwandte Nectomys squamipes, die sogar Schwimmhäute zwischen den Zehen besitzt.

## Taxonomie und Systematik
Trotz der äußeren Ähnlichkeiten mit den Neotropischen Wasserratten (Nectomys), zu denen die Alfaro-Wasserratte von einigen Autoren schon gezählt wurde, dürfte sie näher mit den Dunklen Reisratten (Melanomys) verwandt sein. Die Alfaro-Wasserratte ist nach dem costa-ricanischen Forscher Anastasio Alfaro benannt.
Früher wurden zwei Arten in die Gattung Sigmodontomys gestellt:
- Die Alfaro-Wasserratte Sigmodontomys alfari ist die weiter verbreitete der beiden Arten, sie lebt von Honduras bis Südamerika und hat ein rötlich braunes oder braunes Fell.
- Die Langschwanz-Wasserratte (Tanyuromys aphrastus) ist nur von wenigen Tieren bekannt, die in Costa Rica, Panama und Ecuador gefunden wurden. Ihr Fell ist gelbbraun und ihr Schwanz außergewöhnlich lang (24 Zentimeter, bei 15 Zentimetern Kopf-Rumpf-Länge). Sie lebt im Hochland in Seehöhen zwischen 1275 und 2000 Metern. 2012 wurde eine eigene Gattung für die von Harris 1934 beschriebene Langschwanz-Wasserratte errichtet.[3] Aufgrund der fehlenden Daten wird die Art von der IUCN unter „keine ausreichenden Daten“ (data deficient) geführt.[5]